# Hawaiian Paradise Park
Ne doit pas être confondu avec Hawaiian Acres ou Hawaiian Beaches.
Hawaiian Paradise Park est un census-designated place des États-Unis situé dans le district de Puna, dans le comté de Hawaï de l'État du même nom, dans le Sud-Est de l'île d'Hawaï.
La localité se trouve sur les flancs du Kīlauea, au nord-est de sa caldeira sommitale.

## Démographie
| 2000  | 2010   | - | - | - | - |
| ----- | ------ | - | - | - | - |
| 6 948 | 11 404 | - | - | - | - |